# Gunk (méréologie)
En méréologie, un gunk est un objet dont chaque partie a des parties propres.